# Plagiothecium svihlae
Plagiothecium svihlae là một loài rêu trong họ Plagiotheciaceae. Loài này được E.B. Bartram mô tả khoa học đầu tiên năm 1954.